# 马兰·巴卡伊·萨尼亚
马兰·巴卡伊·萨尼亚（葡萄牙語：Malam Bacai Sanhá，1947年5月5日—2012年1月9日），是几内亚比绍政治家。1999年5月14日至2000年2月17日任以议会议长的身份代理总统，2009年7月当选为几内亚比绍总统。

## 政治生涯
萨尼亚是几内亚和佛得角非洲独立党的资深成员，该党领导人若奥·贝尔纳多·维埃拉执政时期，他担任加布和巴法塔地区（the Gabú and Bafatá regions）的总督。1994年他当选为几内亚比绍全国人民代表大会（议会）议长。1998年6月，几内亚比绍军队总参谋长安苏马内·马内率领的军队与忠于总统若奥·贝尔纳多·维埃拉的军队发生内战，最终导致1999年5月7日支持维埃拉总统的军队向以马内为首的政变军人投降，维埃拉流亡葡萄牙。5月11日萨尼亚以全国人民代表大会议长的身份，被军政府领导人马内任命为代理总统，萨尼亚于5月14日宣誓就职。在1999年12月和2000年1月举行的总统选举中，虽然得到马内为首的军人的支持，但是萨尼亚还是败给了昆巴·雅拉。
2003年9月，几内亚比绍军队总参谋长科雷亚·塞亚布拉发动政变，下令逮捕当时的总统昆巴·雅拉，并自任临时总统。塞亚布拉不久辞去总统职务，任命无党派人士恩里克·罗萨为过渡总统。2005年7月的总统选举中，萨尼亚作为几内亚和佛得角非洲独立党候选人，但是败给以独立候选人身份参选的前总统维埃拉。
2009年3月1日晚和3月2日晨，几内亚比绍武装部队总参谋长塔格梅·纳·瓦伊与总统维埃拉先后被杀，一般认为是瓦伊和维埃拉支持者互相报复。根据几内亚比绍宪法，国民议会议长雷蒙多·佩雷拉3月3日就任临时总统。萨尼亚在几内亚和佛得角非洲独立党代表大会上，击败党主席、政府总理卡洛斯·戈麦斯，当选为该党总统候选人。他在7月26日举行的第二轮总统选举中击败社会革新党候选人、前总统昆巴·雅拉，当选新一任总统，并于9月8日宣誓就职。

## 逝世
2009年12月初，他被诊断患有糖尿病。后来他多次到达喀尔(塞内加尔首都)和巴黎的医院接受治疗。2012年1月9日上午，他在巴黎的一家医院病逝。
该国政府宣布将为他举行七天的全国哀悼日，在这段时期全国国旗降半，禁止大型娱乐活动。随后会为他举行葬礼。
根据该国宪法，90天内将举行总统选举。目前与他是同一党派的国会议长雷蒙多·佩雷拉将代理总统职权。